# Anticleia

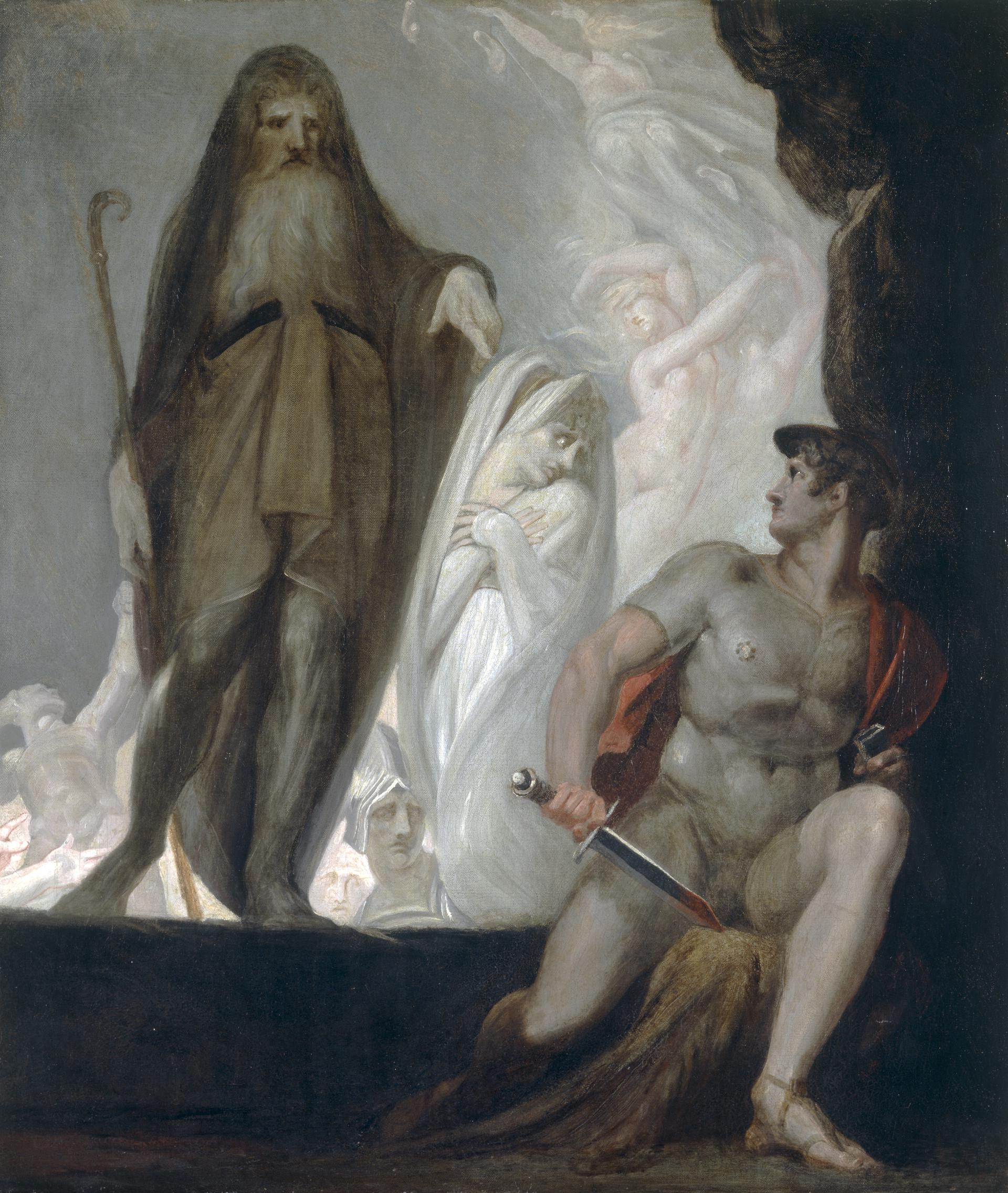
Anticleia no mundo dos mortos.

Anticleia, na mitologia grega, foi a filha de Autólico e a mãe de Odisseu.  Ficou perturbada e decidiu ir para o mundo dos mortos, pois não aguentava mais esperar pelo regresso do filho, da Guerra de Troia.